# THE ORIGINAL 2
『THE ORIGINAL 2 Eikichi Yazawa Best Selection』（ジ・オリジナル・ツー）は、矢沢永吉のベスト・アルバム。1993年12月8日発売。

## 解説
1988年、東芝EMI移籍後に発売された6枚のスタジオ・アルバム『共犯者』『情事』『永吉』『Don't Wanna Stop』『Anytime Woman』『HEART』からのセレクション・アルバム。5曲目の「アゲイン」は「SOMEBODY'S NIGHT」カップリング曲でアルバム初収録曲。

## 収録曲
- 全作曲：矢沢永吉

1. ニューグランドホテル　作詞：大津あきら
2. ラスト・シーン　作詞：大津あきら
3. 夢の彼方　作詞：松本一起
4. Let's Make Love Tonight　作詞：ちあき哲也
5. アゲイン　作詞：大津あきら
6. くちづけが止まらない　作詞：さがらよしあき
7. BIG BEAT　作詞：ちあき哲也
8. FLESH AND BLOOD　作詞：売野雅勇
9. 東京　作詞：松井五郎
10. 黄昏に捨てて　作詞：大津あきら
11. DON'T WANNA STOP　作詞：西岡恭蔵
12. 夜間飛行　作詞：売野雅勇
13. DIAMOND MOON　作詞：西岡恭蔵
14. 心花(ときめき)よ　作詞：大津あきら
15. “カサノバ”と囁いて　作詞：大津あきら
16. Anytime Woman　作詞：松本隆
17. 愛しい風　作詞：売野雅勇